# Грецькі монети євро
Грецькі монети євро — вісім монети євро, випущені Монетним двором Греції. Оскільки Греція не була членом Єврозони до 2001 року, тому почала карбувати національні монети з 2002 року. 2001 року Банк Греції випускав монети тільки для ознайомчих наборів.
Кожна з монет має свій унікальний дизайн, розроблений Георгіосом Стаматопулосом. Серед мотивів 3 зображення грецьких суден, 3 портрети видатних греків та 2 міфологічні персонажі. Всі монети містять на реверсі 12 зірок ЄС, рік випуску і крихітний символ Банку Греції. Унікальним є те, що номінал монети на національній стороні зазначається грецькою мовою, а на загальноєвропейській стороні — латинським алфавітом. Євро цент відомий також у грецькій мові як лепта (грец. λεπτά).

## Дизайн монет
Національна сторона (реверс) монет євро, випущених Грецією, має такий дизайн:
| 0,01 €                                                                                | 0,02 €                                                             | 0,05 €                                                               |
| ------------------------------------------------------------------------------------- | ------------------------------------------------------------------ | -------------------------------------------------------------------- |
| Афінська трирема, 5 століття до н. е.                                                 | Корвет початку 20 століття                                         | Сучасний танкер                                                      |
| 0,10 €                                                                                | 0,20 €                                                             | 0,50 €                                                               |
| Рігас Фереос, грецький письменник і революціонер                                      | Іоанн Каподистрія, перший правитель незалежної Грецької Республіки | Елефтеріос Венізелос, прем'єр-міністр Греції, прибічник Великої ідеї |
| 1,00 €                                                                                | 2,00 €                                                             | По краю монети 2,00 €                                                |
| Зображення сови, атрибута Афіни, зі срібної афінської тетрадрахми 4 століття до н. е. | Викрадення Європи Зевсом у вигляді бика                            | Напис ΕΛΛΗΝΙΚΗ ΔΗΜΟΚΡΑΤΙΑ (укр. Грецька Республіка)                  |

## Випуск монет
Джерело: 
| Номінал | €0.01  | €0.02  | €0.05  | €0.10  | €0.20  | €0.50 | €1.00  | €2.00 |
| --- | ------ | ------ | ------ | ------ | ------ | ----- | ------ | ----- |
| 2002 | 100.94 | 175.94 | 210.94 | 138.94 | 208.94 | 92.94 | 61.44  | 75.34 |
| 2002 EFS | 15.0   | 18.0   | 90.0   | 100.0  | 120.0  | 70.0  | 50.0   | 70.0  |
| 2003 | 35.1   | 9.4    | 650.7  | 500.7  | 700.7  | 600.7 | 11.60  | 450.7 |
| 2004 | 49.97  | 24.97  | 220.0  | 9.97   | 470.0  | 470.0 | 9.97   | ***   |
| 2005 | 14.95  | 14.95  | 950.0  | 24.95  | 950.0  | 950.0 | 9.95   | 0.95  |
| 2006 | 44.95  | 44.95  | 49.95  | 44.95  | 950.0  | 950.0 | 9.95   | 0.95  |
| 2007 | 60.03  | 25.0   | 55.0   | 60.04  | 0.95   | 0.95  | 24.17  | ***   |
| 2008 | 24.0   | 68.0   | 50.0   | 40.0   | 20.0   | 10.0  | 4.0    | 1.0   |
| 2009 | 49.975 | 15.975 | 37.975 | 45.975 | 23.975 | 6.975 | 17.975 | 0.975 |
| 2010 | 27.0   | 31.0   | 5.0    | 5.0    | 12.0   | 6.0   | 11.0   | 1.0   |
| * Монети цього номіналу у даному році не карбувалися. ** Дані відсутні. *** Карбувалася незначна кількість для наборів. |        |        |        |        |        |       |        |       |

## Ідентифікаційні знаки
| Національний ідентифікатор | Ніякого                                           |
| Знак монетного двору       | Файл:Euro mintmark greece.jpg                     |
| Ініціали дизайнера         | Файл:Euro.inscription.initial.greece.388.jpg · ΓΣ |
| Знаки по краю монети €2    |                                                   |